# 專科學校
專科學校（英語：Technical school）是一種专业教育機構，通常著重於應用型的專業教育而不是通識教育。絕大部分專科學校屬於短期高等教育學制（如中華人民共和國的職業技術學院）。
在中国大陆，专科学校包括初等职业教育、中等职业教育、高等职业教育以及五年制高职等类型，供具有小学、初中和高中学历的毕业生报考。
在香港，專科學校也稱為“專上學院”，主要由香港職業訓練局開辦或大學成立附屬機構，或由個別團體以營利方式運作，一般而言具有公開考試成績的中學畢業生都可報讀。
在臺灣，專科學校畢業生畢業後可取得副學士學位，亦可進一步攻讀二技或插班大學，或滿足若干條件後，以同等學力直接報考研究所碩士班。一般而言「大學」多僅指大學或學院，若與專科學校合稱則為「大專院校」。而在中華人民共和國，「大專院校」可能特指專科層級的高等教育。

## 中国大陆的专科学校
中国大陆的职业学校体系分为中等职业教育与高等职业教育两部分，其中进行中等职业教育的机构一般称为职业高级中学（职高），招收初级中学毕业生，学生毕业后取得等同于普通高中的中专文凭。进行高等职业教育的机构主要是高等职业学校，一般需要拥有高中或同等学力才能报考，主要分为授予大专文凭（类似于英美体系下的副学士学位）的高等专科学校与较新设立、可授予职业本科学位的职业大学。另外，一些大学也开设有授予大专与中专的附设职业学校，例如一部分医科大学下属的专科部或卫生学校。一部分高等专科学校会与职业高级中学建立合作关系，初中毕业的学生就读四到五年后可直接获得大专文凭。
按中国大陆的教育体系，获得大专文凭者可以通过专升本考试在大学就读两年后取得本科学历、学士学位，不过毕业证与学位证上会注明该学位系通过专升本取得（“专科起点本科”），与普通的四年制本科文凭有所不同。另外，取得大专文凭者也可以通过学考试直接获得自考本科文凭，或在毕业一定时间后以同等学力报考硕士研究生。
虽然20世纪80年代中国大陆仍由计划经济主导时，职业学校毕业生因学制较短、毕业后能得到由国家分配的工作而受到一定程度的追捧，但随着中国大陆的市场经济改革，因文化等因素，职业学校目前在中国大陆并不受到重视，职业学校入学要求普遍低于同级的普通学校，毕业后取得的文凭也难以在就业市场上获认可，导致职业学校出身者较难找到满意的工作。
职业高等学校是相对于普通高等学校的学校类型，指以实施职业高等教育、高等职业教育为主的高等学校、高等院校，包括专科层次职业高等学校、本科层次职业高等学校，主要有职业大学、职业技术大学、职业学院、职业技术学院。
中华人民共和国教育部于2006年启动国家示范性高等职业院校工程，建立百所高水平高职院校。
2019年12月，《中华人民共和国职业教育法修订草案》发布，将“高等职业学校”的概念修改为与“普通高等学校”并列的“职业高等学校”。

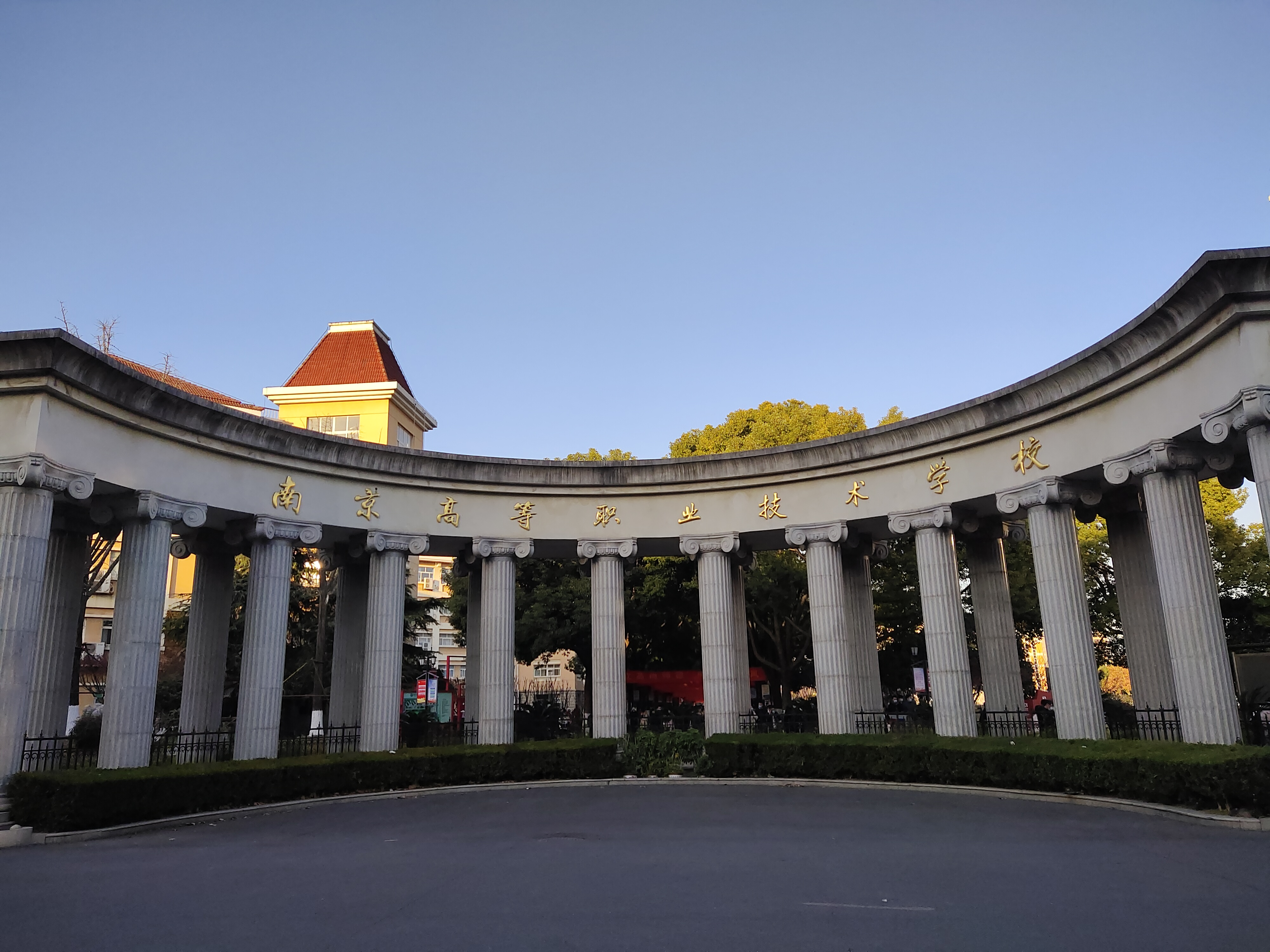
南京高等职业技术学校
江苏机电工程高等职业技术学校

## 臺灣的專科學校
專科學校分為二專及五專，招收國中畢業生；二專招收高職畢業生，專科學校畢業授副學士學位。目前專科學校大多已改制技術學院，或是進一步再改制為科技大學，四年制學系（四技）招收高職畢業；二年制學系（二技）招收專科學校畢業，少數學校仍設有專科部招收五專生。專科學校畢業可報考科技校院（技術學院及科技大學）二技或參加大學或科技校院四年制轉學考，或是以同等學力（在畢業後三年工作年資）報考研究所碩士班，並依研究所規定補修大學部分課程學分，大專生是普通高等學校裡就讀專科專業的學生。 大學生的定義是指在高等學校註冊入學和畢業的群體統稱。

## 前苏东国家的专科学校

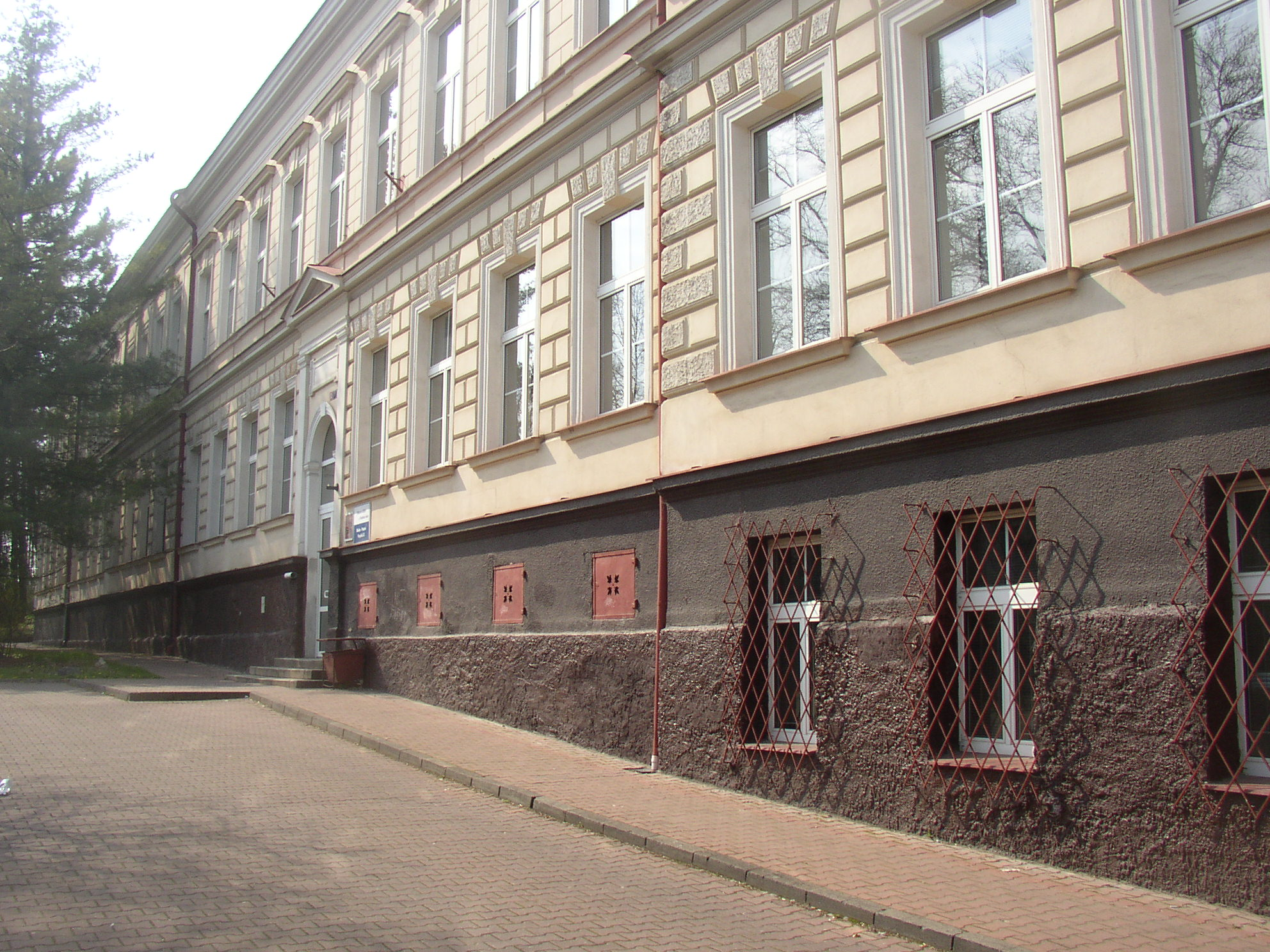
一所捷克的专科学校

俄罗斯、乌克兰，以及摩尔多瓦等许多前苏东国家大体在职业教育上延续苏联的体制，主要分为初中毕业起点的六年制“职业学院”（毕业生授予专家学位，即диплом специалиста，大约等同于英美体系下的副学士）与高中水平的职业学校“技术学校”（俄語：профессиона́льно-техни́ческое учи́лище，可缩写为PTU），以及大约介于前两者之间的“中等专门学校”（俄語：техникум）。
苏东剧变后，由于原苏东阵营斯大林式的计划经济体制快速解体，专科学校的毕业生不再一毕业就能取得国家分配的工作，因此面临相当程度的困难，不少前职业学校都在转型期间倒闭。

## 日本的專科學校

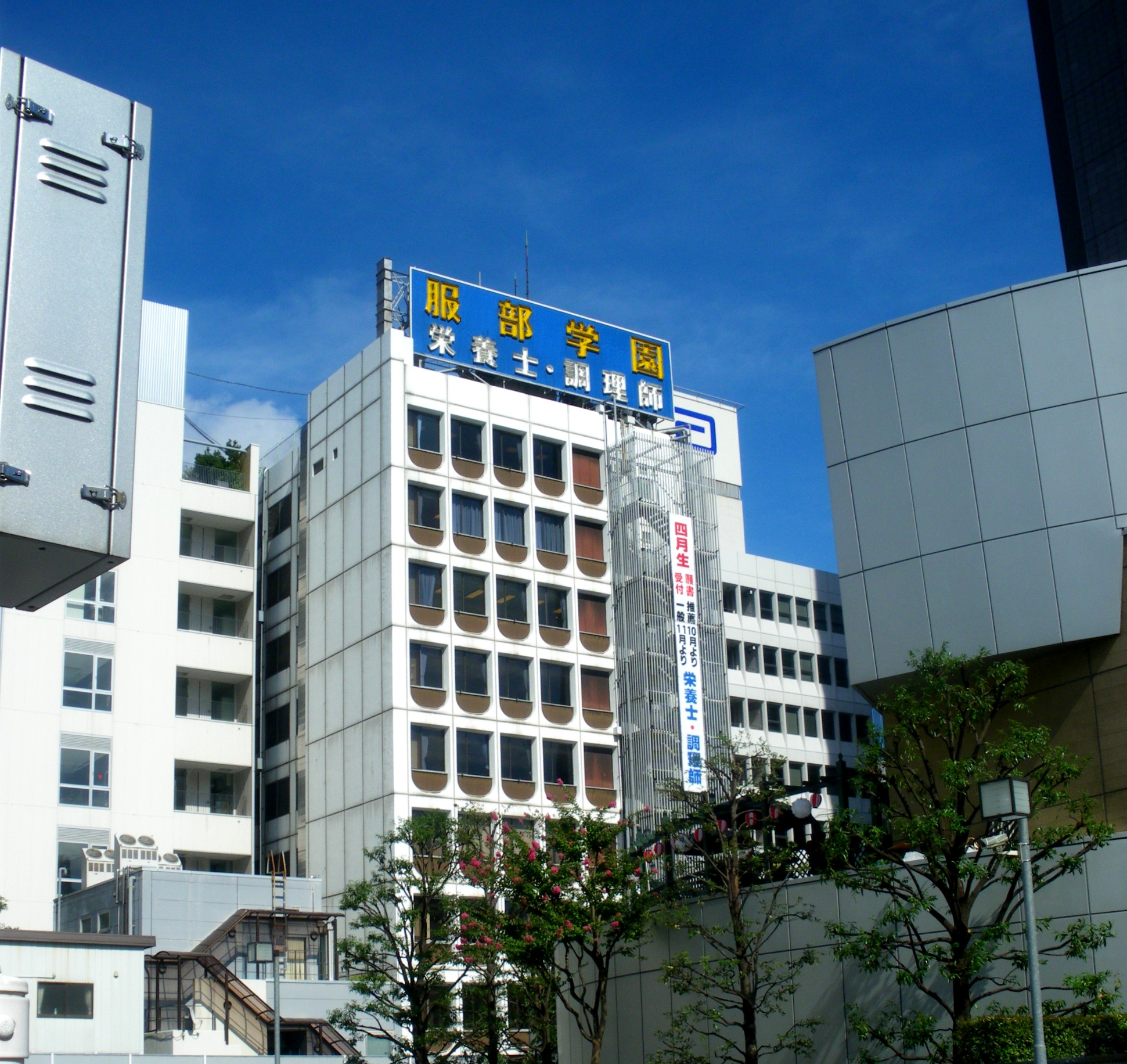
现代日本的一所专门学校

日本进行职业教育的学校称为“专门学校”（日语：／ Senmon-Gakkō）。与作为日本二战前高等教育主力、二战后学制改革时多升格为大学（如东京高等齿科医学校在二战后升格为东京医科齿科大学）的旧制专门学校不同，现代日本的新学制下的专门学校是注重于单纯的实践技能教学的职业学校。
现代日本的专门学校分为高等专门学校与专门学校两种。一般的专门学校则是招收高中毕业生，学生在经过2年或4年的学习后能得到专门士（等同于英美体系下的副学士）或高度专门士（等同于学士学位）的学位。高等专门学校则面向初中毕业生，会同时学习高中水平的文化课程与专门学校教授的专门技能知识，取得高中毕业文凭与专门士或高度专门士学位。高等专门学校的“高等”并非是指高等教育，而是指会向学生教授“高等学校”（即高中）等级课程之意。
其中专门士学位持有者可以通过大学的编入试进入大学本科三年级就读，两年后取得学士学位。高度专门士学位持有者则可以直接报考硕士。
伴随日本私立大学数量的增长以及老龄化的不断加剧，加之日本长期低迷的经济情况，20世纪90年代以来日本的专门学校普遍陷入经营困难的局面。因为认为升入大学对未来发展更有利，即便是成绩相对较差的日本学生也情愿进入较差的大学而非专门学校学习，因此很多专门学校开始设法吸引更多来自发展中国家的留学生就读以维持经营。